# Alex Gilbert
Pour les articles homonymes, voir Gilbert.
Sasha Alexander Gilbert, né le 1er avril 1992 à Arkhangelsk (Russie) est un défenseur de l'adoption, écrivain et présentateur médiatique, né en Russie et vivant en Nouvelle-Zélande. Il est le fondateur de l'organisation I'm Adopted, qu'il a créée en 2015.
En 2013, Gilbert commence à chercher ses parents biologiques en Russie avec qui il n'avait aucun lien. Il réussit à trouver sa mère biologique puis son père biologique, qu'il ne connaissait pas. L'histoire de sa recherche et de la rencontre de ses parents biologiques en Russie a d'abord été diffusée à la télévision néozélandaise en 2014,.
En 2015, Gilbert a fondé l'organisation I'm Adopted, un réseau de soutien pour les personnes adoptées. Gilbert a été nommé pour plusieurs récompenses pour son travail dans le domaine de l'adoption, notamment Jeune Néo-Zélandais de l'année en 2018 et Néo-Zélandais de l'année en 2020,.
Gilbert est apparu dans plusieurs émissions de télévision et documentaires sur l'adoption internationale et a écrit deux livres. En plus de son travail de plaidoyer, Gilbert a auparavant travaillé dans les médias et la télévision. Il publie régulièrement des vidéos sur sa chaîne YouTube à propos de son propre parcours ainsi que sur sa série An Adoption Story, qui présente les histoires d'autres personnes adoptées,.

## Biographie
En juillet 2015, Gilbert créé le projet I'm Adopted, pour que d'autres personnes adoptées puissent partager leurs histoires. Le projet est une plateforme qui aide les adoptés du monde entier à partager leurs expériences personnelles en matière d'adoption par le biais des médias sociaux. Le projet vise également à réunir les adoptés pour qu'ils se rencontrent lors d'événements. Le projet est actuellement disponible en anglais, russe et espagnol avec l'aide de contributeurs et de traducteurs du monde entier,,,.
À la fin de l'année 2015, Gilbert apparaît sur le programme Let them Talk de la chaîne russe 1TV, où il met en avant le projet ainsi que ses parents adoptifs néo-zélandais, qui rencontrent ses parents biologiques russes pour la première fois,. Depuis le début du projet en 2015, il partage plus de 300 histoires écrites ou filmées par des adoptés du monde entier. Gilbert aide également à organiser des groupes de soutien et à rencontrer des gens avec le projet I'm Adopted pour les personnes adoptées. Le projet est enregistré comme une fiducie de bienfaisance néo-zélandaise début 2017,,,.

### Publications
- 2014 : My Russian Side
- 2018 : I'm Adopted